# Pavol Hurajt
Pavol Hurajt (ur. 4 lutego 1978 w Popradzie) – słowacki biathlonista, brązowy medalista olimpijski i wicemistrz Europy.

## Kariera
W Pucharze Świata zadebiutował 8 grudnia 1999 roku w Pokljuce, zajmując 91. miejsce w sprincie. Pierwsze punkty wywalczył 20 lutego 2003 roku w Östersund, zajmując jedenaste miejsce w tej samej konkurencji. Na podium zawodów tego cyklu po raz pierwszy stanął 21 grudnia 2003 roku w Osrblie, kończąc rywalizację w biegu pościgowym na trzeciej pozycji. Wyprzedzili go jedynie Francuz Raphaël Poirée oraz Niemiec Peter Sendel. W kolejnych startach jeszcze dwa razy stawał na podium: 4 marca 2004 roku w Fort Kent był trzeci w sprincie, a 21 lutego 2010 roku w Whistler zajął trzecie miejsce w biegu masowym. Najlepsze wyniki osiągnął w sezonie 2003/2004, kiedy zajął 19. miejsce w klasyfikacji generalnej.
W 2006 roku wziął udział w igrzyskach olimpijskich w Turynie, gdzie zajął 29. miejsce w biegu indywidualnym i sprincie, 24. w biegu pościgowym i 14. w sztafecie. Jeden z największych sukcesów osiągnął na rozgrywanych cztery lata później igrzyskach w Vancouver, zdobywając brązowy medal w biegu masowym. W zawodach tych wyprzedzili go jedynie Rosjanin Jewgienij Ustiugow i Francuz Martin Fourcade. Hurajt został pierwszym Słowakiem, który zdobył medal olimpijski w biathlonie w konkurencjach mężczyzn. Zajął tam również piąte miejsce w biegu indywidualnym i siódme w sprincie. Brał także udział w igrzyskach olimpijskich w Soczi w 2014 roku, zajmując między innymi piąte miejsce w sztafecie mieszanej oraz 28. miejsce w biegu indywidualnym.
Podczas mistrzostw świata w Oslo/Lahti zajął 76. miejsce w biegu indywidualnym i 80. w sprincie. Najlepszy indywidualny wynik w zawodach tego cyklu osiągnął na mistrzostwach świata w Östersund w 2008 roku, gdzie był czternasty w sprincie. Był też między innymi siódmy w sztafecie mieszanej podczas mistrzostw świata w Novym Měscie w 2013 roku. W 2005 roku zdobył srebrny medal w biegu indywidualnym na mistrzostwach Europy w Nowosybirsku, ulegając tylko Niemcowi Carstenowi Pumpowi.

## Osiągnięcia

### Zimowe igrzyska olimpijskie
| Rok  | Miejscowość | Konkurencje | Konkurencje | Konkurencje | Konkurencje | Konkurencje | Konkurencje | Konkurencje |
| Rok  | Miejscowość | IN          | SP          | PU          | MS          | RL          | MR          | SR          |
| ---- | ----------- | ----------- | ----------- | ----------- | ----------- | ----------- | ----------- | ----------- |
| 2006 | Turyn       | 29.         | 29.         | 24.         | –           | 14.         | nd.         | –           |
| 2010 | Vancouver   | 5.          | 7.          | 16.         | 3.          | 15.         | nd.         | –           |
| 2014 | Soczi       | 28.         | 51.         | 52.         | –           | 12.         | 5.          | –           |

### Mistrzostwa świata
| Rok  | Miejscowość     | Konkurencje | Konkurencje | Konkurencje | Konkurencje | Konkurencje | Konkurencje | Konkurencje |
| Rok  | Miejscowość     | IN          | SP          | PU          | MS          | RL          | MR          | SR          |
| ---- | --------------- | ----------- | ----------- | ----------- | ----------- | ----------- | ----------- | ----------- |
| 2000 | Lahti/Oslo      | 76.         | 80.         | –           | –           | –           | nd.         | –           |
| 2001 | Pokljuka        | 74.         | 68.         | –           | –           | 18.         | nd.         | –           |
| 2003 | Chanty-Mansyjsk | 23.         | 19.         | 26.         | –           | 14.         | nd.         | –           |
| 2004 | Oberhof         | –           | 49.         | 74.         | –           | 10.         | nd.         | –           |
| 2005 | Hochfilzen      | 83.         | 70.         | –           | –           | 14.         | nd.         | –           |
| 2005 | Chanty-Mansyjsk | nd.         | nd.         | nd.         | nd.         | nd.         | 16.         | –           |
| 2007 | Anterselva      | 38.         | 83.         | –           | –           | 15.         | –           | –           |
| 2008 | Östersund       | 46.         | 14.         | 20.         | 19.         | 9.          | 14.         | –           |
| 2009 | Pjongczang      | 40.         | 20.         | 53.         | –           | 12.         | 10.         | –           |
| 2010 | Chanty-Mansyjsk | nd.         | nd.         | nd.         | nd.         | nd.         | 14.         | –           |
| 2011 | Chanty-Mansyjsk | 23.         | 96.         | –           | –           | 18.         | 12.         | –           |
| 2012 | Ruhpolding      | 78.         | 76.         | –           | –           | 12.         | –           | –           |
| 2013 | Nové Město      | 61.         | 49.         | 37.         | –           | 10.         | 7.          | –           |

### Mistrzostwa Europy
| Rok  | Miejscowość   | Konkurencje | Konkurencje | Konkurencje | Konkurencje | Konkurencje | Konkurencje | Konkurencje |
| Rok  | Miejscowość   | IN          | SP          | PU          | MS          | RL          | MR          | SR          |
| ---- | ------------- | ----------- | ----------- | ----------- | ----------- | ----------- | ----------- | ----------- |
| 2000 | Kościelisko   | 39.         | 32.         | 28.         | nd.         | 7.          | nd.         | –           |
| 2003 | Forni Avoltri | 11.         | 22.         | 15.         | nd.         | 14.         | nd.         | –           |
| 2005 | Nowosybirsk   | 2.          | 12.         | 4.          | nd.         | 4.          | nd.         | –           |
| 2006 | Langdorf      | 35.         | 17.         | 26.         | nd.         | 4.          | nd.         | –           |
| 2008 | Nové Město    | 5.          | 24.         | 20.         | nd.         | 11.         | nd.         | –           |

### Puchar Świata

#### Miejsca w klasyfikacji generalnej
| Sezon     | Miejsce |
| --------- | ------- |
| 1999/2000 | -       |
| 2000/2001 | -       |
| 2001/2002 | -       |
| 2002/2003 | 51.     |
| 2003/2004 | 19.     |
| 2004/2005 | 59.     |
| 2005/2006 | 77.     |
| 2006/2007 | -       |
| 2007/2008 | 56.     |
| 2008/2009 | 52.     |
| 2009/2010 | 24.     |
| 2010/2011 | 48.     |
| 2011/2012 | 84.     |
| 2012/2013 | 74.     |
| 2013/2014 | 69.     |

#### Miejsca na podium w zawodach chronologicznie
| Lp. | Dzień      | Rok  | Miejscowość | Konkurencja               | Lokata | Pudła   | Czas biegu | Strata  | Zwycięzca          |
| --- | ---------- | ---- | ----------- | ------------------------- | ------ | ------- | ---------- | ------- | ------------------ |
| 1.  | 21 grudnia | 2003 | Osrblie     | Bieg pościgowy na 12,5 km | 3.     | 32:07,6 | 0+0+0+0    | +28,1   | Raphaël Poirée     |
| 2.  | 4 marca    | 2004 | Fort Kent   | Sprint na 10 km           | 3.     | 24:07,7 | 0+0        | +1:07,1 | Raphaël Poirée     |
| 3.  | 21 lutego  | 2010 | Whistler    | Bieg masowy na 15 km      | 3.     | 35:52,6 | 0+0+0+0    | +16,6   | Jewgienij Ustiugow |